# 石井一成
石井 一成（いしい かずなり、1994年5月6日 - ）は、栃木県那須郡小川町（現：那珂川町）出身のプロ野球選手（内野手）。右投左打。北海道日本ハムファイターズ所属。

## 経歴

### プロ入り前
小川那珂クラブで軟式野球を始める。小川中学校時代には軟式野球部に所属していた。
作新学院高校では1年秋からレギュラー。2年夏、3年春夏と3季連続で甲子園に出場し、2年時の夏の甲子園ではベスト4、3年生の夏の甲子園ではベスト8。3年生で主将を務める。
早稲田大学スポーツ科学部に進学。 野球部では1年春からリーグ戦出場。3年春に遊撃手でベストナインに選出。4年時は主将を務める。リーグ通算80試合に出場、237打数68安打、打率.287、6本塁打、33打点、10盗塁、ベストナイン1回。
2016年10月20日に行われたドラフト会議で、北海道日本ハムファイターズから2位指名を受け、契約金7000万円、年俸1200万円（金額は推定）で契約した。背番号は38。

### 日本ハム時代

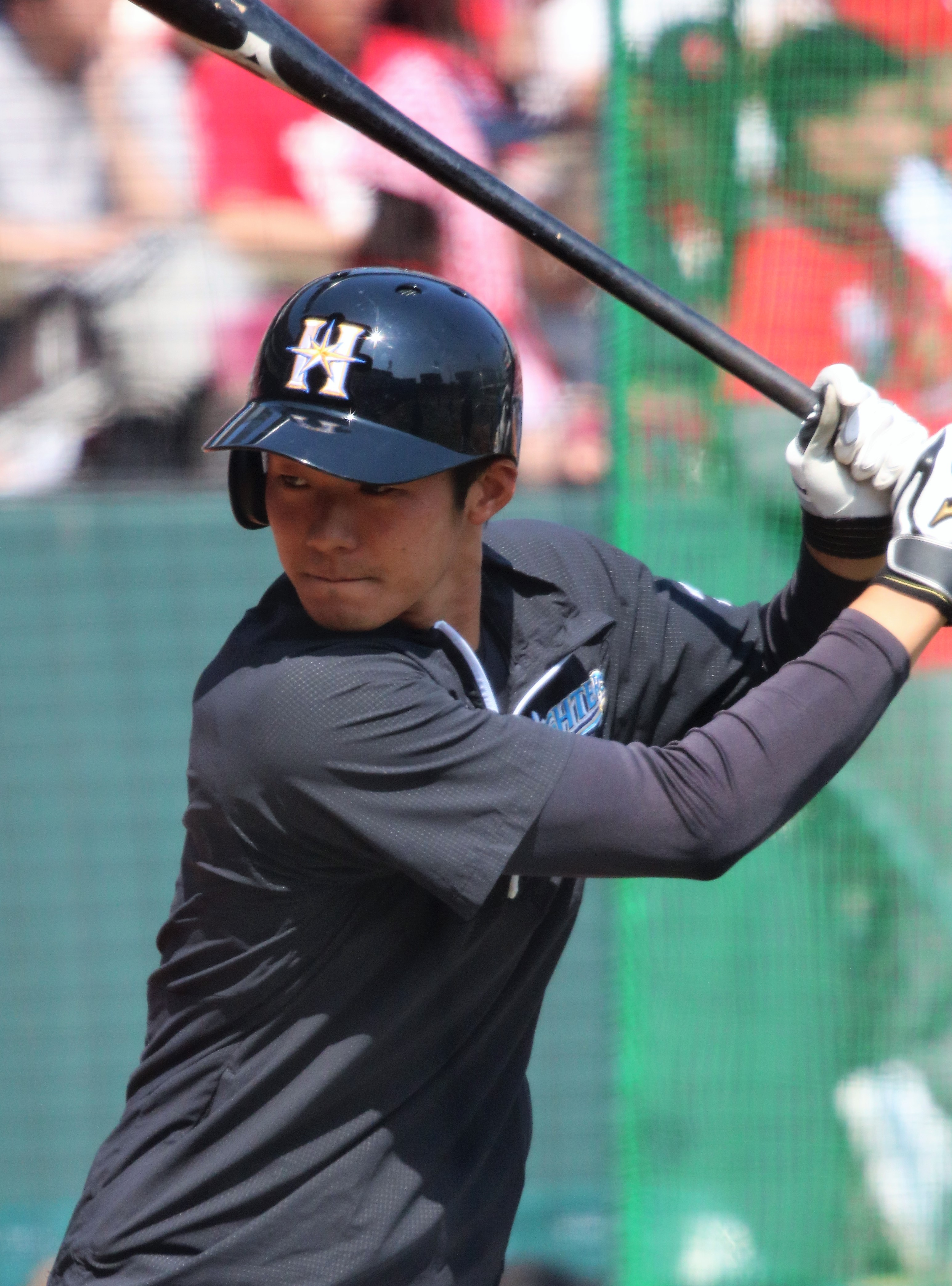
2018年3月13日、マツダスタジアムにて

2017年は、ルーキーで唯一春季キャンプを一軍で迎え、開幕一軍入りを果たした。3月31日の開幕戦で代走として初出場し、4月5日の千葉ロッテマリーンズ戦では初の先発出場、初打点・初盗塁・初得点・初マルチ安打を記録した。4月14日の東北楽天ゴールデンイーグルス戦では12球団の新人選手で一番乗りとなる本塁打、5月20日のオリックス・バファローズ戦ではプロ入り初の1試合3安打2打点。8月7日に二軍落ちしたが、同月29日に一軍登録され、以降は「9番・遊撃手」で固定された。9月21日には新人100試合出場を達成した。シーズンを通じて114試合に出場し、打率.205、3本塁打、113三振。
2018年は中島卓也が正遊撃手に返り咲き出場機会が減少。8月3日の埼玉西武ライオンズ戦では二塁の守備固めとして途中出場も失点に繋がる痛恨の悪送球。オフの道新スポーツの一面で中島に「あのミスで優勝できなかった。あいつ（石井）には悪いけど、それぐらいのプレー。途中から出る難しさとかも分かったと思う。次に生かせるようにはしないといけない。」と言われるほどペナントレースに大きく影響を与えるプレーであった。打撃でも打率.189と奮わず69試合の出場に留まった。
2019年は中島卓也の不振もあり出場機会が増加。76試合の出場で打率.224、4本塁打、22打点という成績であった。
2020年も中島卓也は不振だったが石井も打率.179と打撃が振るわず、後半戦は平沼翔太が遊撃で先発出場することが多くなり、59試合の出場に留まった。
2021年4月17日の東北楽天ゴールデンイーグルス戦では日本プロ野球に復帰した田中将大から先制本塁打を打ち、これが決勝点となりチームの勝利に貢献し、田中の国内連勝記録を28で止めた。
2022年は新たに監督に就任した新庄剛志の下、オープン戦から様々なポジションで積極的に起用される。開幕戦で千賀滉大から先制本塁打を放ったが、新型コロナウイルスの感染で途中離脱したこともあり、規定打席には到達しなかった。しかし、シーズン通しては打率.236、70安打、6本塁打、32打点とキャリアハイの成績だった。
2023年はオープン戦で打率.359という好成績を残し、開幕から正二塁手としての起用が続いていたが、左肩甲下筋肉離れのため4月10日に出場選手登録を抹消された。その後5月5日のイースタン・リーグの対東京ヤクルトスワローズ戦にて実戦復帰を果たすと、6月13日の対横浜DeNAベイスターズ戦から一軍へ復帰した。復帰後の6月の月間打率は.276と好成績を残していた。しかし7月に入ると調子が上がらず月間打率は.138を記録し7月28日に再び出場選手登録を抹消された。その後は上川畑大悟や加藤豪将などが起用されこれ以降一軍に復帰することは無かった。最終的には自己最低の36試合の出場に留まり打率.169、0本塁打、4打点と打撃面でも自己最低の成績を記録した。
2024年は開幕一軍を勝ち取り、本拠地開幕戦となった4月2日の東北楽天ゴールデンイーグルス戦で先発出場。5月29日の阪神タイガース戦後に出場選手登録を抹消されたが、7月2日に再び出場選手登録された。7月19日の千葉ロッテマリーンズ戦では、相手先発の小島和哉に7回までノーヒットノーランを続けられていたが、8回に先制ソロ本塁打を放ち、結果的にこれが決勝点となった。7月は月間打率.286と好成績を残したが8・9月は打率1割台と調子を落とした。ソフトバンクとのCSファイナルステージでも2試合に出場した。レギュラーシーズンでは68試合出場、打率.234、4本塁打、18打点、2盗塁の成績を記録した。オフにはこの年取得した国内FA権を行使せず残留を表明し、1000万円増の推定年俸4000万円で契約を更改した。

## 選手としての特徴・人物
走攻守にバランスが取れた内野手。軽快なフットワークと強肩を生かした高い守備力に加え、ヘッドの効いた打撃も魅力。50m走のタイム6秒0、遠投105m。
愛称は同姓で名前も似ている石井一久と同じ「ピン」。
実家は、那珂川町内で米農家を営んでいる。石井も自身のインスタグラムにて、実家の米の宣伝を行っている。
憧れのプロ野球選手は田中広輔。
2018年に野球雑誌に掲載された投書には、「気分がほんわかしている」という人物評があった。

## 詳細情報

### 年度別打撃成績
| 年 度     | 球 団     | 試 合 | 打 席 | 打 数 | 得 点 | 安 打 | 二 塁 打 | 三 塁 打 | 本 塁 打 | 塁 打 | 打 点 | 盗 塁 | 盗 塁 死 | 犠 打 | 犠 飛 | 四 球 | 敬 遠 | 死 球 | 三 振 | 併 殺 打 | 打 率 | 出 塁 率 | 長 打 率 | O P S |
| --------- | --------- | ----- | ----- | ----- | ----- | ----- | -------- | -------- | -------- | ----- | ----- | ----- | -------- | ----- | ----- | ----- | ----- | ----- | ----- | -------- | ----- | -------- | -------- | ----- |
| 2017      | 日本ハム  | 114   | 361   | 317   | 33    | 65    | 8        | 2        | 3        | 86    | 24    | 3     | 5        | 14    | 1     | 28    | 0     | 1     | 113   | 6        | .205  | .271     | .271     | .542  |
| 2018      | 日本ハム  | 69    | 163   | 148   | 17    | 28    | 6        | 2        | 1        | 41    | 4     | 3     | 0        | 2     | 0     | 12    | 0     | 1     | 47    | 0        | .189  | .255     | .277     | .532  |
| 2019      | 日本ハム  | 76    | 226   | 196   | 26    | 44    | 10       | 3        | 4        | 72    | 22    | 2     | 3        | 13    | 1     | 16    | 0     | 0     | 61    | 3        | .224  | .282     | .367     | .649  |
| 2020      | 日本ハム  | 59    | 104   | 95    | 9     | 17    | 4        | 1        | 0        | 23    | 3     | 1     | 1        | 5     | 1     | 3     | 0     | 0     | 13    | 1        | .179  | .202     | .242     | .444  |
| 2021      | 日本ハム  | 111   | 321   | 284   | 25    | 64    | 11       | 4        | 4        | 95    | 19    | 8     | 5        | 14    | 1     | 22    | 0     | 0     | 87    | 2        | .225  | .280     | .335     | .615  |
| 2022      | 日本ハム  | 102   | 328   | 296   | 30    | 70    | 12       | 6        | 6        | 112   | 32    | 8     | 7        | 8     | 3     | 20    | 0     | 1     | 64    | 2        | .236  | .284     | .378     | .663  |
| 2023      | 日本ハム  | 36    | 100   | 83    | 8     | 14    | 3        | 2        | 0        | 21    | 4     | 3     | 0        | 3     | 0     | 14    | 1     | 0     | 27    | 0        | .169  | .289     | .253     | .542  |
| 2024      | 日本ハム  | 68    | 219   | 197   | 20    | 46    | 11       | 1        | 4        | 71    | 18    | 2     | 3        | 9     | 0     | 12    | 0     | 1     | 42    | 2        | .234  | .281     | .360     | .641  |
| 通算：8年 | 通算：8年 | 635   | 1822  | 1616  | 168   | 348   | 65       | 21       | 22       | 521   | 126   | 30    | 24       | 68    | 7     | 127   | 1     | 4     | 454   | 16       | .215  | .273     | .322     | .595  |

- 2024年度シーズン終了時

### 年度別守備成績
| 年 度 | 球 団    | 二塁  | 二塁  | 二塁  | 二塁  | 二塁  | 二塁     | 三塁  | 三塁  | 三塁  | 三塁  | 三塁  | 三塁     | 遊撃  | 遊撃  | 遊撃  | 遊撃  | 遊撃  | 遊撃     | 外野  | 外野  | 外野  | 外野  | 外野  | 外野     |
| 年 度 | 球 団    | 試 合 | 刺 殺 | 補 殺 | 失 策 | 併 殺 | 守 備 率 | 試 合 | 刺 殺 | 補 殺 | 失 策 | 併 殺 | 守 備 率 | 試 合 | 刺 殺 | 補 殺 | 失 策 | 併 殺 | 守 備 率 | 試 合 | 刺 殺 | 補 殺 | 失 策 | 併 殺 | 守 備 率 |
| ----- | -------- | ----- | ----- | ----- | ----- | ----- | -------- | ----- | ----- | ----- | ----- | ----- | -------- | ----- | ----- | ----- | ----- | ----- | -------- | ----- | ----- | ----- | ----- | ----- | -------- |
| 2017  | 日本ハム | 57    | 105   | 139   | 4     | 25    | .984     | 5     | 2     | 2     | 1     | 0     | .800     | 59    | 79    | 156   | 6     | 34    | .975     | -     | -     | -     | -     | -     | -        |
| 2018  | 日本ハム | 44    | 66    | 90    | 3     | 10    | .981     | 8     | 3     | 12    | 1     | 0     | .938     | 24    | 22    | 28    | 3     | 4     | .943     | -     | -     | -     | -     | -     | -        |
| 2019  | 日本ハム | 5     | 9     | 11    | 0     | 1     | 1.000    | 40    | 13    | 37    | 3     | 3     | .943     | 48    | 58    | 102   | 4     | 15    | .976     | -     | -     | -     | -     | -     | -        |
| 2020  | 日本ハム | 14    | 5     | 4     | 1     | 0     | .900     | 13    | 5     | 5     | 0     | 0     | 1.000    | 38    | 53    | 72    | 4     | 16    | .969     | -     | -     | -     | -     | -     | -        |
| 2021  | 日本ハム | 16    | 6     | 12    | 1     | 4     | .947     | 4     | 4     | 1     | 0     | 0     | 1.000    | 101   | 127   | 225   | 7     | 54    | .981     | -     | -     | -     | -     | -     | -        |
| 2022  | 日本ハム | 61    | 79    | 127   | 2     | 21    | .990     | 5     | 3     | 8     | 2     | 0     | .846     | 41    | 56    | 86    | 3     | 19    | .979     | 3     | 1     | 0     | 0     | 0     | 1.000    |
| 2023  | 日本ハム | 29    | 42    | 52    | 1     | 9     | .989     | 1     | 1     | 2     | 0     | 0     | 1.000    | -     | -     | -     | -     | -     | -        | -     | -     | -     | -     | -     | -        |
| 2024  | 日本ハム | 58    | 98    | 170   | 1     | 33    | .996     | 6     | 2     | 3     | 1     | 0     | .833     |       |       |       |       |       |          |       |       |       |       |       |          |
| 通算  | 通算     | 284   | 410   | 605   | 13    | 103   | .987     | 82    | 33    | 70    | 8     | 3     | .928     | 311   | 395   | 669   | 27    | 142   | .975     | 3     | 1     | 0     | 0     | 0     | 1.000    |

- 2024年度シーズン終了時

### 記録
初記録
- 初出場：2017年3月31日、対埼玉西武ライオンズ1回戦（札幌ドーム）、8回裏に田中賢介の代走で出場
- 初打席・初安打：2017年4月4日、対千葉ロッテマリーンズ1回戦（ZOZOマリンスタジアム）、9回表に東條大樹から中前安打
- 初先発出場：2017年4月5日、対千葉ロッテマリーンズ2回戦（ZOZOマリンスタジアム）、「9番・二塁手」で先発出場
- 初打点：同上、2回表にジェイソン・スタンリッジから左前適時打
- 初盗塁：同上、2回表に二盗（投手：ジェイソン・スタンリッジ、捕手：田村龍弘）
- 初本塁打：2017年4月14日、対東北楽天ゴールデンイーグルス1回戦（Koboパーク宮城）、2回表に釜田佳直から左越ソロ

### 背番号
- 38（2017年 - ）

### 登場曲
- 「HERO」MONSTA X（2017年）
- 「Kiss You」One Dirion（2018年）
- 「Imagine Dragons」Believer（2019年）
- 「happiness」嵐（2020年）
- 「全力少年」スキマスイッチ（2021年）
- 「浪漫飛行」米米CLUB（2022年 - 2023年）
- 「悲しみは雪のように」浜田省吾　(2024年)